# Leopoldo Metlicovitz

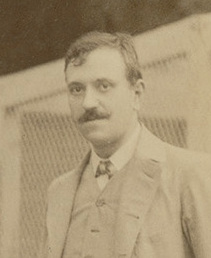
Leopoldo Metlicovitz (1900)

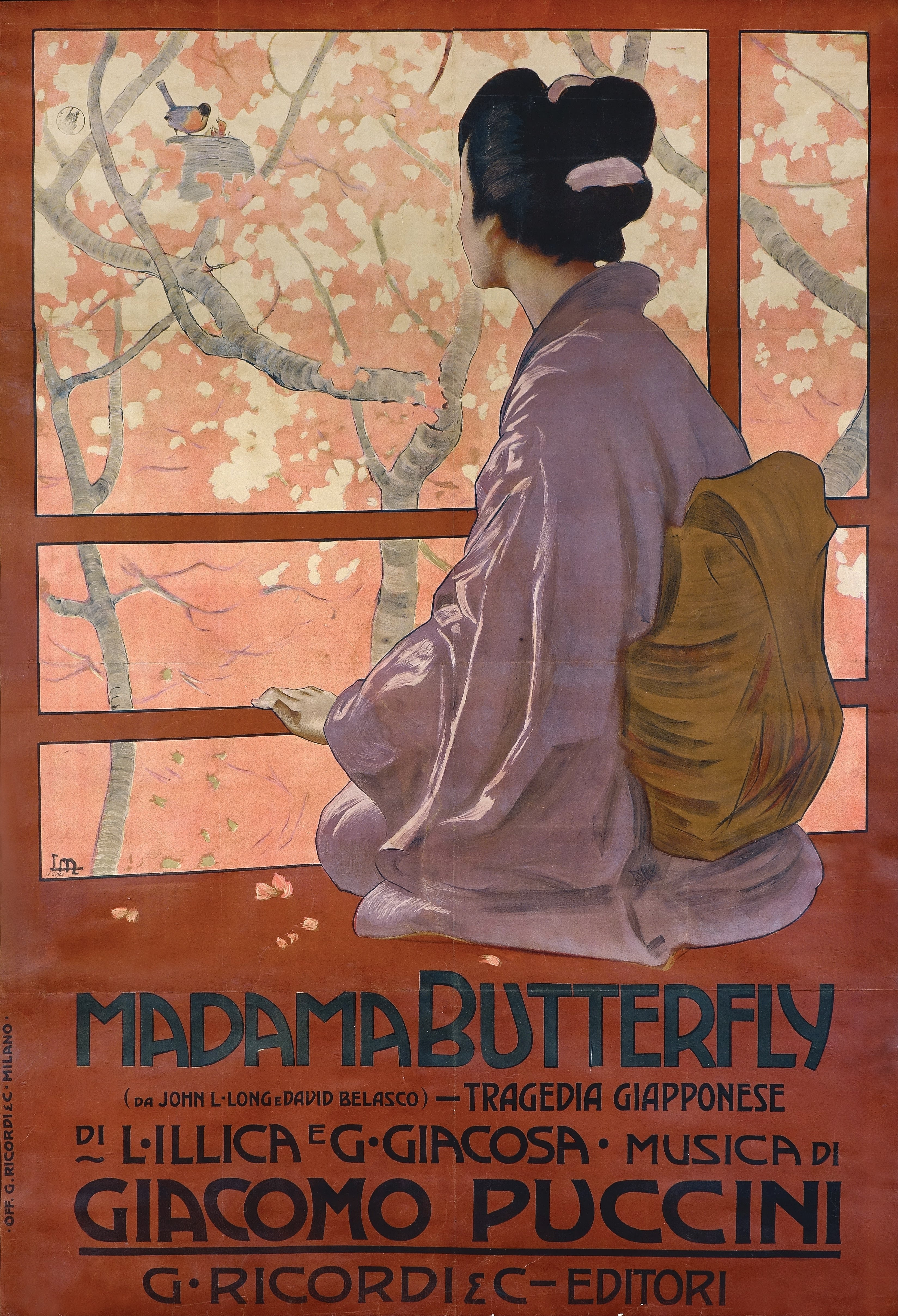
Leopoldo Metlicovitz: Titelblatt zu Madama Butterfly, 1904

Leopoldo Metlicovitz (kroatisch Metlicović, * 17. Juli 1868 in Triest; † 19. Oktober 1944 in Ponte Lambro) war ein italienischer Maler, Plakatkünstler, Illustrator und Bühnenbildner dalmatinischer Abstammung.
Seit seiner frühen Jugend war er in Udine als Lehrling in einer Druckerei tätig und erlernte dort die Technik der Lithografie. Dort wurde er von Giulio Ricordi, Inhaber des Mailender Musikverlages Casa Ricordi und der Officine Graphiche Ricordi, bemerkt, der ihn nach Mailand holte und ihn in seiner Druckerei anstellte. In zehn Jahren stieg Metlicovich zum technischen Leiter des Betriebes auf. Gleichzeitig entwickelte er sich als Autodidakt zum Künstler des Jugendstils und wurde ab 1894 künstlerisch tätig.
Seine Karriere als Bühnenbildner und Kostümbildner begann er an der Mailänder Scala. Er war mit Giuseppe Verdi und Giacomo Puccini befreundet. Er entwarf dutzende von Werbeplakaten für bekannte italienische Firmen, wie Fratelli Branca, lieferte Illustrationen an italienische Zeitschriften.
Am Anfang des 20. Jahrhunderts besuchte er England, Deutschland und Frankreich. 1907 heiratete er Elvira Lazzaroni und unternahm eine Reise nach Argentinien, besuchte das Land erneut 1910 und war dort sechs Monate lang als Plakatkünstler tätig. 1915 erwarb er eine Villa in Ponte Lambro. 1938 beendete er seine Zusammenarbeit mit Casa Ricordi und zog sich in seine Villa zurück, wo er sich der Malerei widmete und 1944 starb.